# آستون مارتن رابيد
آستون مارتن رابيد (بالإنجليزية: Rapide) هي سيارة سيدان فاخرة تم إنتاجها من قِبل شركة صناعة السيارات البريطانية آستون مارتن بين عامي 2010 و2020. بدأت آستون مارتن تطوير رابيد في عام 2005، وتم الانتهاء من التصميم الأولي خلال سبعة أسابيع بواسطة المصمم ماريك رايخمان. بعد أكثر من أربعة أشهر من التطوير، تم الانتهاء من النموذج الأول وعرضه في معرض أمريكا الشمالية الدولي للسيارات في عام 2006. ثم كشف عن النسخة الإنتاجية من رابيد لأول مرة في معرض السيارات الدولي بألمانيا في عام 2009، وبدأت مرحلة التصنيع في مايو 2010 في منشأة ماجنا شتاير في غراتس، النمسا.
استخدمت آستون مارتن الألمنيوم بشكل واسع في تصنيع هيكل وأجزاء رابيد، مما ساهم في تقليص وزن المركبة. في عام 2012، أنهت آستون مارتن شراكتها مع ماجنا شتاير ونقلت الإنتاج إلى جايدون في مقاطعة وركشير، حيث كانت تنتج سيارات أخرى باستخدام منصة VH مثل DB9 وDBS وVantage والجيل الثاني من Vanquish. في عام 2015، بدأت آستون مارتن في تطوير نسخة كهربائية من رابيد، وظهر الطراز الجاهز للإنتاج لأول مرة في عام 2019، لكنه لم يُنتَج على الإطلاق.

## التطوير
بدأ العمل على تصميم سيارة أستون مارتن رابيد في عام 2005 تحت إشراف ماريك رايخمان، الذي تم تعيينه مديرًا رئيسيًا للتصميم في مايو من نفس العام. قبل توليه منصبه، درس رايخمان خصائص سيارات آستون مارتن ورسم عدة تصاميم لسيارات بأربعة أبواب. سلم أولريش بيز في نفس الشهر الذي تم فيه تعيينه الرئيس التنفيذي لشركة آستون مارتن الموجز إلى رايخمان، وبدأت الأعمال على الفور. تعاون رايخمان مع فريق تصميم نماذج الطين، حيث طوّروا المشروع الأولي في غضون سبعة أسابيع. وخلال الفترة بين أغسطس وديسمبر، قام فريق مكون من ستة وعشرين مهندسًا، بقيادة رايخمان والمدير العام لعمليات النماذج الأولية إيان كالينان، ببناء نموذج أولي بالحجم الكامل.

بعد الانتهاء من التصميم في 22 ديسمبر 2005، ظهر النموذج الأولي لأول مرة في معرض أمريكا الشمالية الدولي للسيارات في يناير 2006. وأصدرت آستون مارتن الصور الرسمية الأولى للنسخة الإنتاجية من رابيد في 26 نوفمبر 2008 و16 أبريل 2009. ثم ظهرت السيارة لأول مرة في معرض السيارات الدولي 2009 في ألمانيا في سبتمبر. بدأ التصنيع الرسمي للسلسلة من رابيد في 7 مايو 2010 في منشأة في غراتس، النمسا، المملوكة لشركة تصنيع السيارات ماجنا شتاير.

## معرض الصور

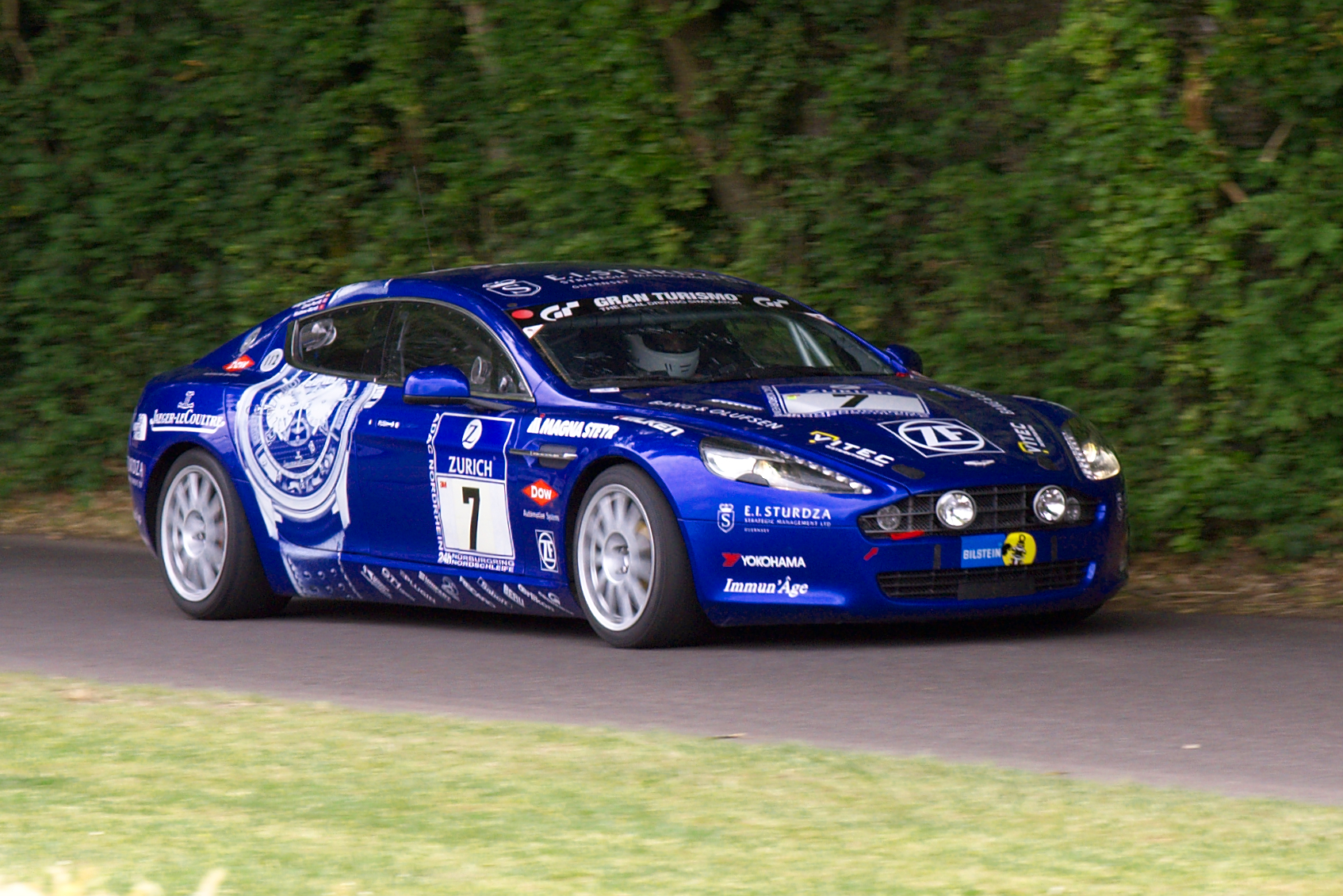
السيارة التي شاركت في سباق نوربورغرينغ 24 ساعة عام 2010
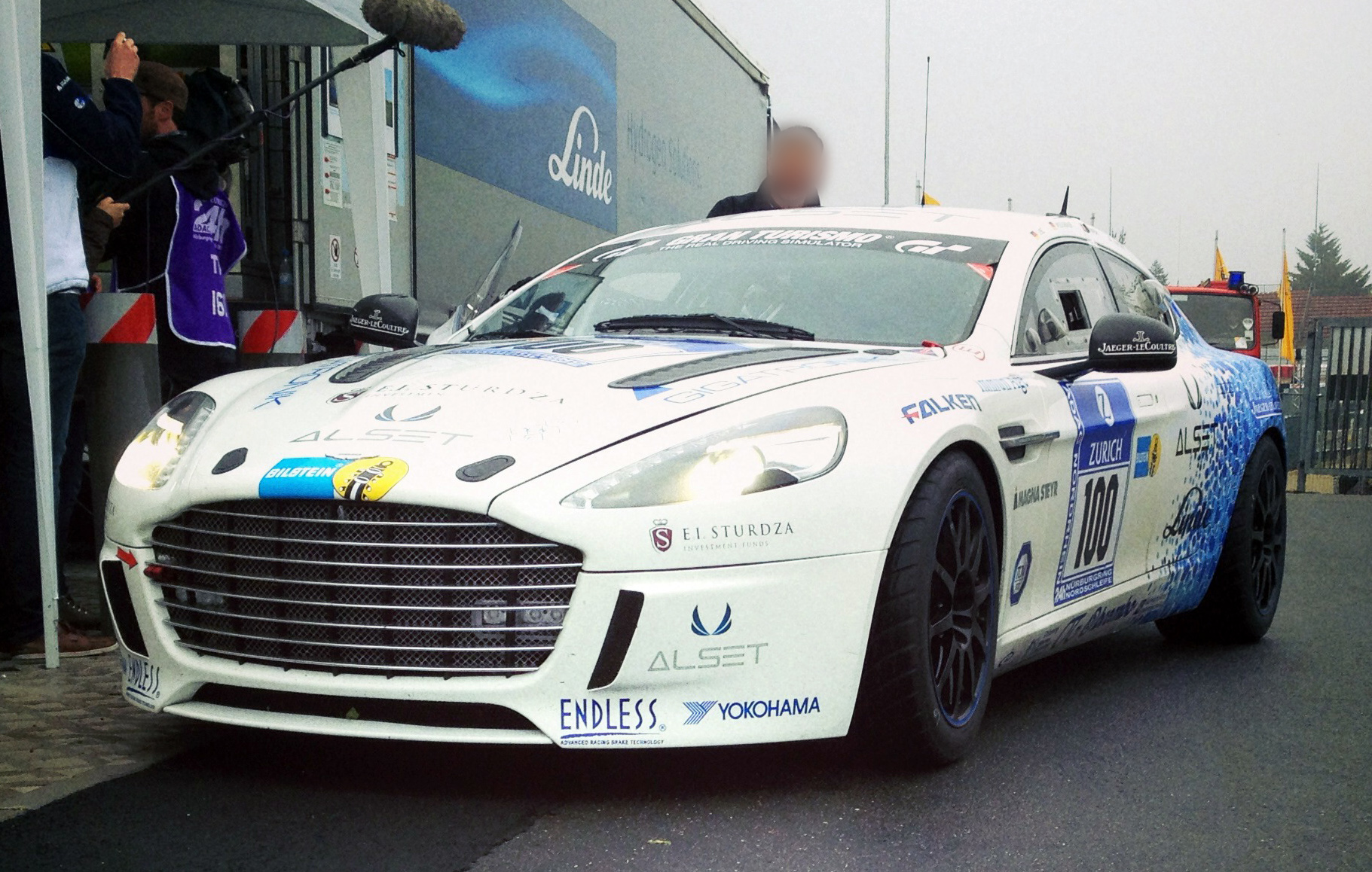
السيارة التي تعمل بالبنزين الهيدروجيني والتي تساهم في سباق نوربورغرينغ 24 ساعة عام 2013

## روابط خارجية
- موقع أستون مارتن (مؤرشف)